# Aeropuerto Internacional de Bagdad

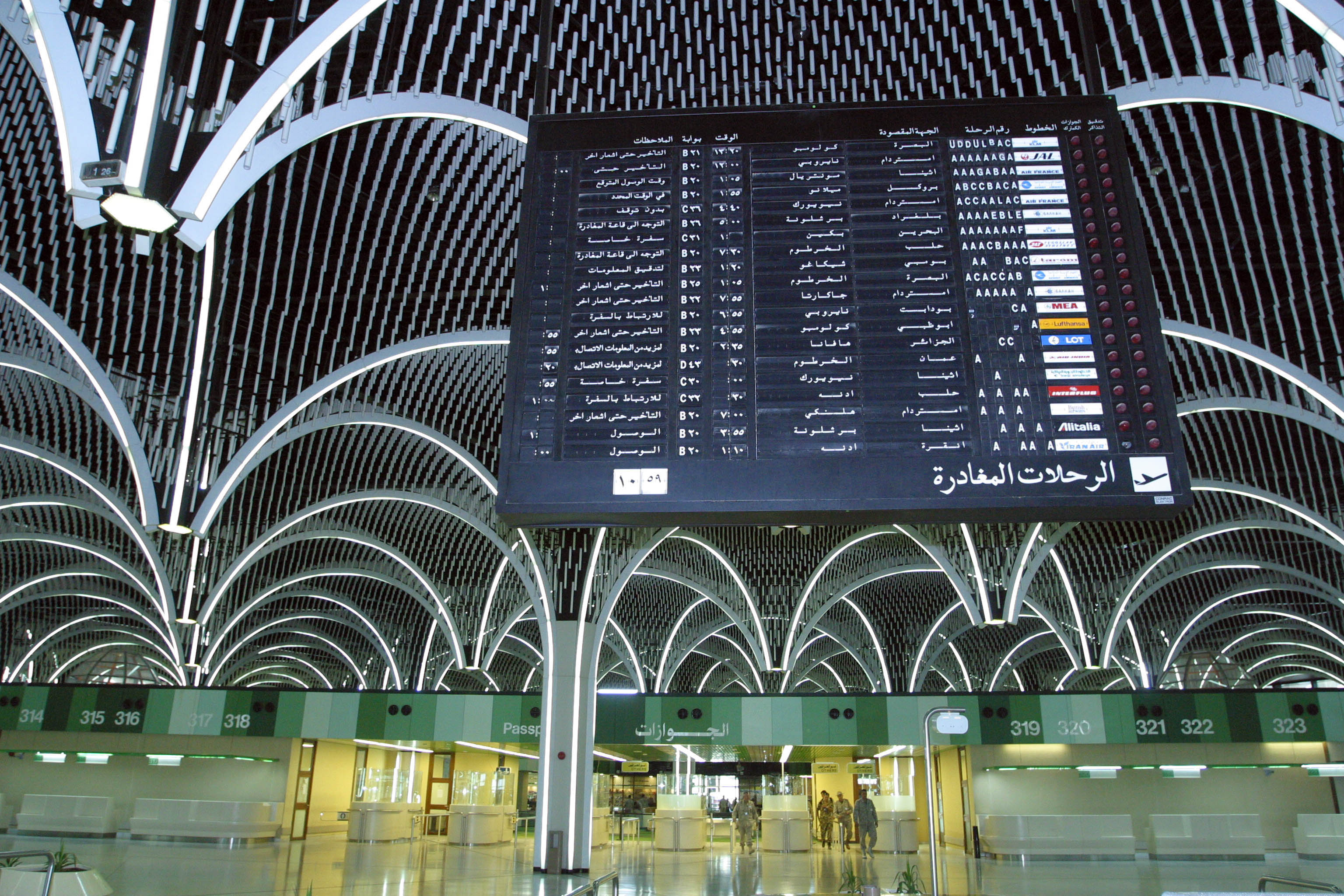
Vista interior de la terminal. Nótese que el tablero de vuelos se encuentra abandonado, ya que aún posee el logotipo de Interflug en una de sus últimas filas.

El  Aeropuerto Internacional de Bagdad (IATA: BGW, OACI: ORBI) (en árabe مطار بغداد الدولي) es el mayor aeropuerto de Irak, ubicado en un suburbio a 16 km al oeste del centro de Bagdad.

## Historia

### Antes de 1991

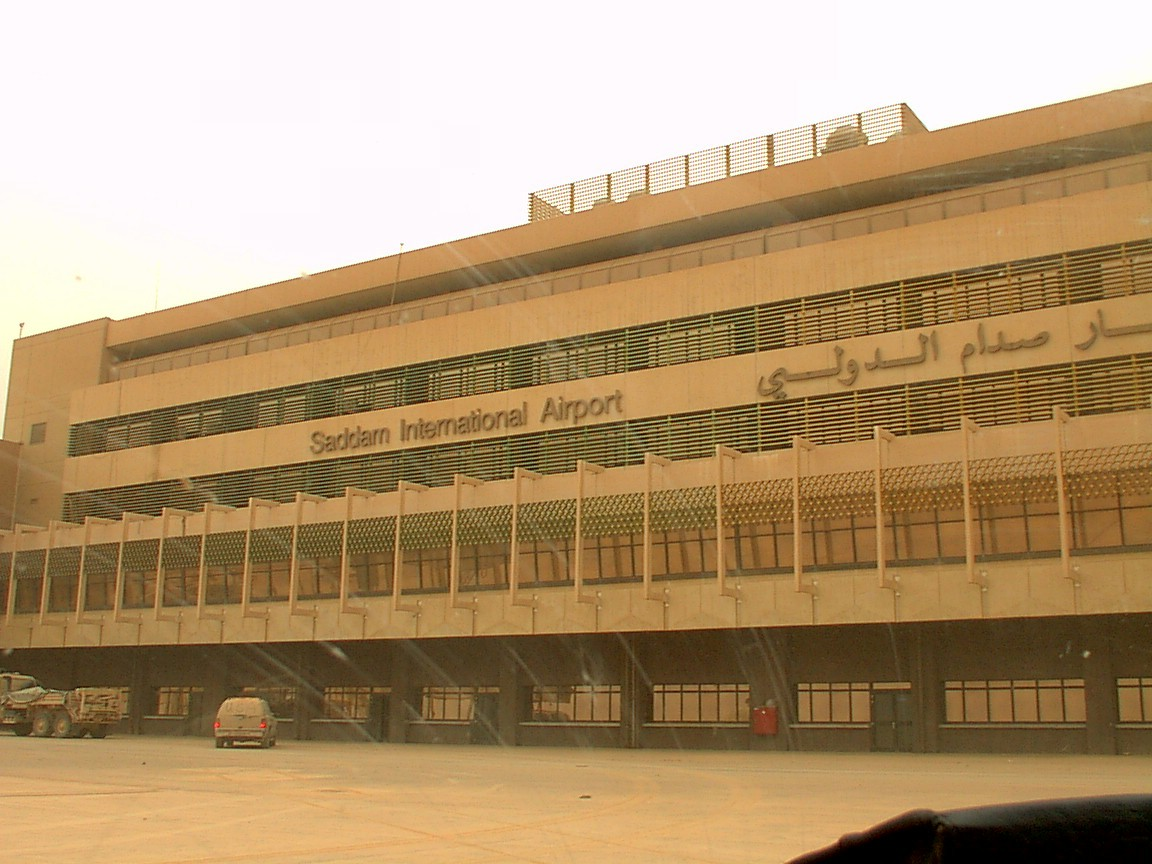
La entrada cuando el aeropuerto se llamaba Aeropuerto Internacional Sadam.

El Aeropuerto Internacional Sadam fue construido con ayuda francesa entre 1979 y 1982 con un coste de más de 900 millones de dólares. El entonces presidente iraquí Sadam Huseín autorizó la construcción del aeropuerto y lo bautizó con su nombre. Como resultado, el aeropuerto recibió las tres letras IATA, SDA.
Diseñado para acomodar tanto operaciones militares como civiles, el aeropuerto internacional de Bagdad puede atender a 7.5 millones de pasajeros al año y a aviones de todos los tamaños. La terminal de pasajeros goza de tres zonas de embarque. Estas zonas recibieron los nombres de ciudades de los imperios antiguos, que aún se conservan hoy en día en Irak: Babilonia, Samarra, y Nínive. Actualmente simplemente se llaman A, B y C.
El aeropuerto tiene su propia terminal VIP, con mobiliario lujoso y salas decoradas, sala de conferencias y dormitorio. Es utilizada para recibir a los líderes extranjeros y resto de personalidades.
Es el centro de conexiones de la aerolínea internacional de Irak, Iraqi Airways, y es utilizado por otras aerolíneas internacionales.

### 1991-2003

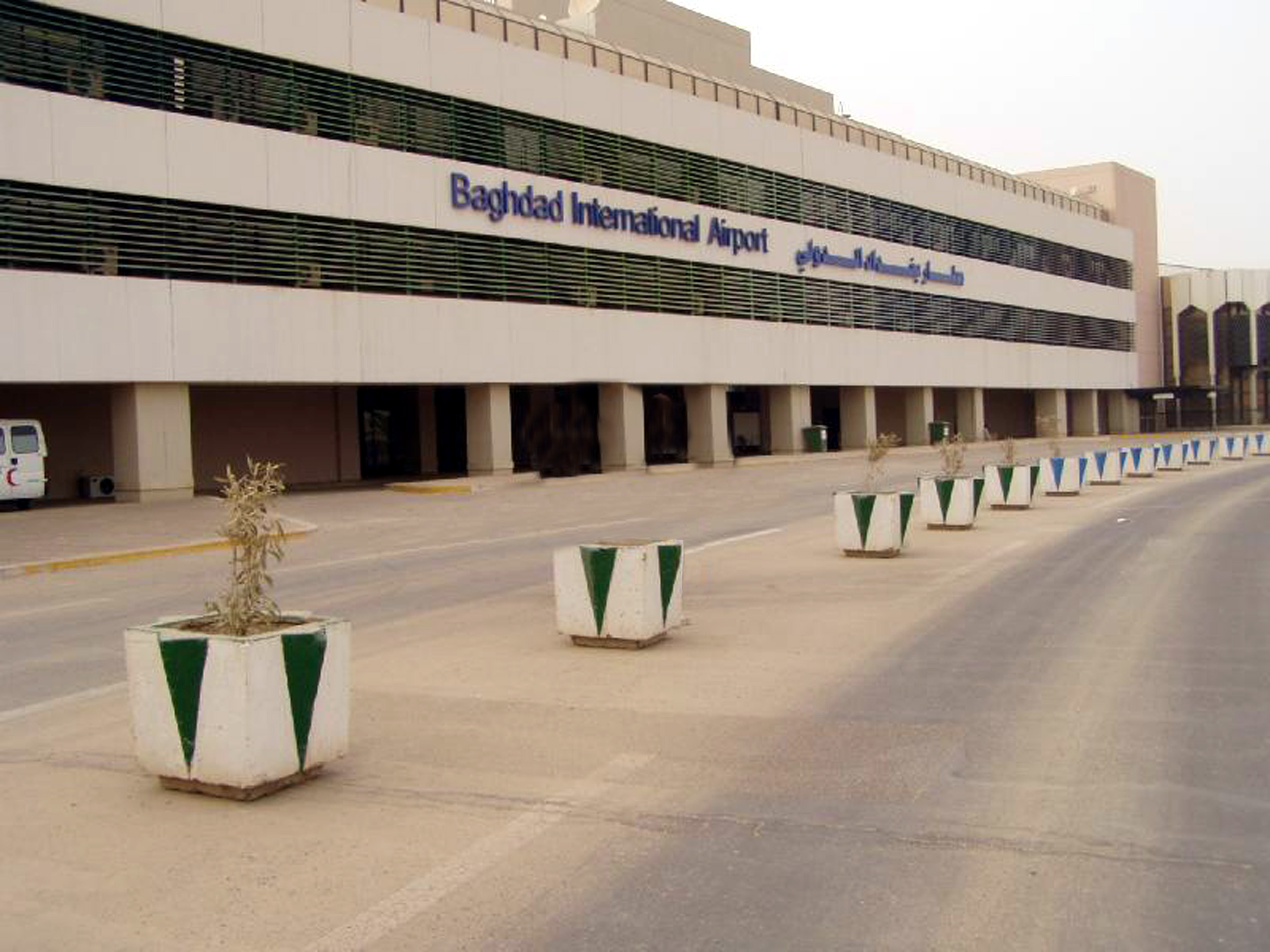
Aeropuerto Internacional de Bagdad.

La mayoría de vuelos civiles a Bagdad fueron cancelados en 1991, cuando las Naciones Unidas impusieron restricciones a Irak tras la invasión a Kuwait durante la Guerra del Golfo Pérsico. Las restricciones propiciaron que Iraqi Airways sólo pudiese efectuar vuelos de cabotaje durante ciertos periodos. Internacionalmente, Bagdad recibió algunos vuelos chárter ocasionales trayendo medicinas, sanitarios, y autoridades del gobierno. Royal Jordanian Airlines efectuó vuelos regulares de Amán a Bagdad. Los aviones de Royal Jordanian eran repostados gratuitamente en Irak. Esto hizo la ruta sumamente lucrativa para la compañía.
Sadam Huseín fue derrocado en 2003. Como resultado, su nombre fue eliminado del aeropuerto, y es ahora conocido como Aeropuerto Internacional de Bagdad. El código ICAO cambió de ORBS a ORBI; sin embargo, el código IATA (SDA) prevalece. El escasamente utilizado BGW se refiere actualmente a todos los aeropuertos de Bagdad y anteriormente se refería al aeropuerto Al Muthanna.

### Actualmente
El 29 de abril de 2005, Air Scotland anunció su intención de efectuar una ruta Glasgow-Londres-Stansted-Irbil-Bagdad. Este servicio nunca comenzó y Air Scotland está actualmente en quiebra.
La compañía checa Euro Air Cargo planea comenzar a volar en el futuro
En diciembre de 2006, Iraqi Airways anunció un vuelo directo de Bagdad a Londres con dos frecuencias semanales que comenzaría a comienzos de 2007. En 2008, aún no había comenzado el vuelo.
En octubre de 2008, Turkish Airlines inició un vuelo directo a Bagdad desde el Aeropuerto Internacional Atatürk con tres vuelos semanales, convirtiéndose así en la primera aerolínea en retomar los vuelos desde Europa a la capital iraquí desde las sanciones de la ONU.
El 2 de enero de 2009 Nordic Airways comenzó el primer vuelo entre el oeste de Europa e Irak en 17 años transportando a 150 pasajeros entre Copenhague y Bagdad.
El 3 de enero de 2020, la televisión iraquí anunció la muerte del general Qasem Solemaini, causada por un ataque aéreo estadounidense con drones.

## Aerolíneas y destinos

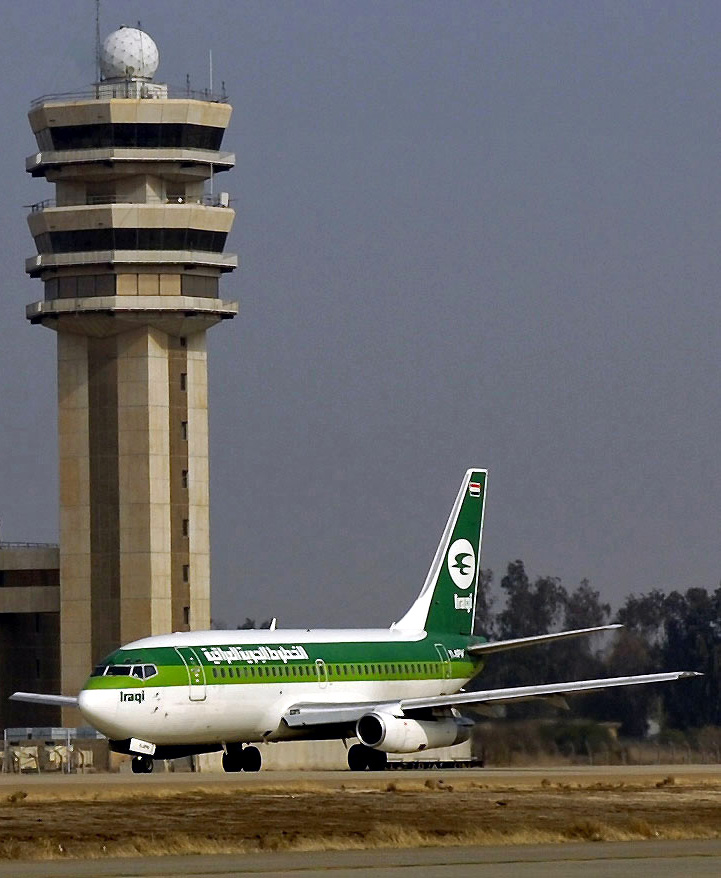
Avión de Iraqi Airways en el Aeropuerto Internacional de Bagdad en 2008.

### Destinos nacionales
| Irak        |                                         |                             |
| Basora      | Aeropuerto Internacional de Basora      | Iraqi Airways               |
| Erbil       | Aeropuerto Internacional de Erbil       | Fly Baghdad / Iraqi Airways |
| Nasiriya    | Ali Air Base                            | Iraqi Airways               |
| Nayaf       | Aeropuerto Internacional de Nayaf       | Iraqi Airways               |
| Suleimaniya | Aeropuerto Internacional de Suleimaniya | Iraqi Airways               |

### Destinos internacionales
| Ciudades por países    | Nombre del aeropuerto                                  | Aerolíneas                                                                     | Aeronaves | Frecuencias semanales |        |
| África                 | África                                                 | África                                                                         | África    | África                | África |
| ---------------------- | ------------------------------------------------------ | ------------------------------------------------------------------------------ | --------- | --------------------- | ------ |
| Egipto                 |                                                        |                                                                                |           |                       |        |
| El Cairo               | Aeropuerto Internacional de El Cairo                   | Egyptair Fly Baghdad Iraqi Airways Nile Air                                    | A32x      |                       |        |
| Asia                   |                                                        |                                                                                |           |                       |        |
| Arabia Saudita         |                                                        |                                                                                |           |                       |        |
| Medina                 | Aeropuerto Príncipe Mohammad Bin Abdulaziz             | Iraqi Airways                                                                  |           |                       |        |
| Riad                   | Aeropuerto Internacional Rey Khalid                    | Iraqi Airways Saudia Flynas                                                    |           |                       |        |
| Yeda                   | Aeropuerto Internacional Rey Abdulaziz                 | Iraqi Airways Saudia Flynas                                                    |           |                       |        |
| Armenia                |                                                        |                                                                                |           |                       |        |
| Ereván                 | Aeropuerto Internacional de Zvartnots                  | Armenia Aircompany                                                             | B737      |                       |        |
| Azerbaiyán             |                                                        |                                                                                |           |                       |        |
| Bakú                   | Aeropuerto Internacional Heydar Aliyev                 | Azerbaijan Airlines Iraqi Airways                                              |           |                       |        |
| Baréin                 |                                                        |                                                                                |           |                       |        |
| Manama                 | Aeropuerto Internacional de Baréin                     | Gulf Air Iraqi Airways                                                         |           |                       |        |
| China                  |                                                        |                                                                                |           |                       |        |
| Guangzhou              | Aeropuerto Internacional de Cantón-Baiyun              | Iraqi Airways                                                                  |           |                       |        |
| Pekín                  | Aeropuerto Internacional de Pekín-Capital              | Iraqi Airways                                                                  |           |                       |        |
| Emiratos Árabes Unidos |                                                        |                                                                                |           |                       |        |
| Abu Dabi               | Aeropuerto Internacional de Abu Dabi                   | Iraqi Airways                                                                  |           |                       |        |
| Dubái                  | Aeropuerto Internacional de Dubái                      | Emirates flydubai Iraqi Airways                                                | B737      |                       |        |
| Sharjah                | Aeropuerto Internacional de Sharjah                    | Air Arabia                                                                     | A32x      |                       |        |
| Jordania               |                                                        |                                                                                |           |                       |        |
| Amán                   | Aeropuerto Internacional Queen Alia                    | Fly Baghdad Iraqi Airways Royal Jordanian                                      |           |                       |        |
| India                  |                                                        |                                                                                |           |                       |        |
| Bombay                 | Aeropuerto Internacional Chhatrapati Shivaji           | Iraqi Airways                                                                  |           |                       |        |
| Nueva Delhi            | Aeropuerto Internacional Indira Gandhi                 | Iraqi Airways                                                                  |           |                       |        |
| Indonesia              |                                                        |                                                                                |           |                       |        |
| Yakarta                | Aeropuerto Internacional Soekarno-Hatta                | Iraqi Airways                                                                  |           |                       |        |
| Irán                   |                                                        |                                                                                |           |                       |        |
| Isfahán                | Aeropuerto de Isfahán                                  | Iraqi Airways                                                                  |           |                       |        |
| Mashhad                | Aeropuerto Internacional de Mashhad                    | Iraqi Airways Mahan Air Iran Airtour                                           |           |                       |        |
| Teherán                | Aeropuerto Internacional Imán Jomeini                  | Fly Baghdad Iraqi Airways Iran Air Mahan Air Iran Airtour Iran Aseman Airlines |           |                       |        |
| Líbano                 |                                                        |                                                                                |           |                       |        |
| Beirut                 | Aeropuerto Internacional de Beirut                     | Fly Baghdad Iraqi Airways Middle East Airlines                                 | A3xx      |                       |        |
| Malasia                |                                                        |                                                                                |           |                       |        |
| Kuala Lumpur           | Aeropuerto Internacional de Kuala Lumpur               | Iraqi Airways                                                                  |           |                       |        |
| Omán                   |                                                        |                                                                                |           |                       |        |
| Mascate                | Aeropuerto Internacional de Mascate                    | SalamAir                                                                       |           |                       |        |
| Pakistán               |                                                        |                                                                                |           |                       |        |
| Islamabad              | Aeropuerto Internacional de Islamabad                  | Iraqi Airways                                                                  |           |                       |        |
| Karachi                | Aeropuerto Internacional Jinnah                        | Iraqi Airways                                                                  |           |                       |        |
| Siria                  |                                                        |                                                                                |           |                       |        |
| Damasco                | Aeropuerto Internacional de Damasco                    | Cham Wings Airlines Syrian Air Fly Baghdad                                     |           |                       |        |
| Europa                 |                                                        |                                                                                |           |                       |        |
| Alemania               |                                                        |                                                                                |           |                       |        |
| Berlín                 | Aeropuerto de Berlín-Brandeburgo Willy Brandt          | Iraqi Airways                                                                  |           |                       |        |
| Fráncfort del Meno     | Aeropuerto de Fráncfort del Meno                       | Iraqi Airways                                                                  |           |                       |        |
| Múnich                 | Aeropuerto Internacional de Múnich-Franz Josef Strauss | Iraqi Airways                                                                  |           |                       |        |
| Bielorrusia            |                                                        |                                                                                |           |                       |        |
| Minsk                  | Aeropuerto Internacional de Minsk                      | Iraqi Airways                                                                  |           |                       |        |
| Bulgaria               |                                                        |                                                                                |           |                       |        |
| Sofía                  | Aeropuerto de Sofía                                    | Iraqi Airways                                                                  |           |                       |        |
| Dinamarca              |                                                        |                                                                                |           |                       |        |
| Copenhague             | Aeropuerto de Copenhague-Kastrup                       | Iraqi Airways                                                                  |           |                       |        |
| Francia                |                                                        |                                                                                |           |                       |        |
| París                  | Aeropuerto de París Charles de Gaulle                  | Air France Iraqi Airways                                                       |           |                       |        |
| Italia                 |                                                        |                                                                                |           |                       |        |
| Roma                   | Aeropuerto de Roma-Fiumicino                           | Iraqi Airways                                                                  |           |                       |        |
| Reino Unido            |                                                        |                                                                                |           |                       |        |
| Londres                | Aeropuerto de Londres-Heathrow                         | Iraqi Airways                                                                  |           |                       |        |
| Rusia                  |                                                        |                                                                                |           |                       |        |
| Moscú                  | Aeropuerto Internacional de Moscú-Vnukovo              | Iraqi Airways                                                                  |           |                       |        |
| Turquía                |                                                        |                                                                                |           |                       |        |
| Ankara                 | Aeropuerto Internacional Esenboğa                      | Iraqi Airways Turkish Airlines                                                 |           |                       |        |
| Antalya                | Aeropuerto de Antalya                                  | Iraqi Airways Turkish Airlines                                                 |           |                       |        |
| Estambul               | Aeropuerto Internacional de Estambul                   | Turkish Airlines                                                               |           |                       |        |
| Estambul               | Aeropuerto Internacional Sabiha Gökçen                 | Fly Baghdad Iraqi Airways Pegasus Airlines Turkish Airlines                    |           |                       |        |
| Ucrania                |                                                        |                                                                                |           |                       |        |
| Kiev                   | Aeropuerto Internacional de Borýspil                   | Iraqi Airways                                                                  |           |                       |        |

## Incidentes y accidentes
- 25 de diciembre de 1986: Vuelo 163 de Iraqi Airways - Un Boeing 737 en vuelo de Bagdad a Amán, Jordania, fue secuestrado. Se estrelló más tarde en Arabia Saudita, matando a 63 personas.
- 29 de noviembre de 1987: Vuelo 858 de Korean Air - Dos agentes norcoreanos pusieron una bomba en el vuelo Bagdad-Abu Dhabi-Bangkok-Seúl. Todos los pasajeros y tripulantes murieron.